# Nicola Hughes
Nicola Hughes (Leicester, 10 maggio 1975) è un'attrice teatrale, cantante e ballerina britannica, nota soprattutto nell’ambito del teatro musicale del West End londinese.
Ha recitato in numerosi musical a Londra, tra cui Crazy for You (1993), Chicago (1999), Fosse (2000; candidata al Laurence Olivier Award alla migliore attrice in un musical), Simply Heavenly (2003), Blood Drive (2003), Porgy and Bess (2006, 2014; candidata al Laurence Olivier Award alla migliore attrice in un musical) e The Color Purple (2013).